# DVTK Stadion
DVTK Stadion – stadion piłkarski w Miszkolcu, na Węgrzech. Został wybudowany w latach 2016–2018 w miejscu poprzedniego stadionu i oddany do użytku 5 maja 2018 roku. Obiekt może pomieścić 14 680 widzów. Swoje spotkania rozgrywają na nim piłkarze klubu Diósgyőri VTK.